# 江川潤
江川 潤（えがわ じゅん、1934年11月3日 - 2012年2月27日）は、日本の政治学者。専門は政治過程論。中央大学名誉教授。福島県須賀川市生まれ。

## 略歴
1957年、中央大学法学部卒業。1962年、同大学院法学研究科政治学専攻博士課程退学（指導教授：原田鋼）。同年、同法学部助手。1971年、東京都立商科短期大学商科専任講師。1973年、同商科助教授。1976年、中央大学法学部専任講師。1977年、同法学部教授。1994年、日本政治学会理事（～1996年）。2005年、中央大学定年退職。同名誉教授。

## 業績
- オラン・ヤング著江川訳『現代政治学の方法（現代政治学 2）』（福村出版 1972年）
- A.H.ウォールシュ著大原光憲ほか共訳『都市化における政治と行政 : その国際的比較研究』（中央大学出版部 1972年）
- 『政治権力と政治過程』（小峯書店 1975年）
- エリック・O・ライト著江川訳『階級・危機・国家（中央大学現代政治学双書 8）』（中央大学出版部 1986年）
- 高柳先男・古城利明編『世界システムと政治文化』（分担執筆 有信堂高文社 1986年）
- 高柳先男編『ヨーロッパ新秩序と民族問題』（分担執筆 中央大学出版部 1998年）
- 星野智編『現代政治学の透視図』（分担執筆 世界書院 1999年）